# Karlmann (Hausmeier)
Karlmann (* vor 714, evtl. 706/708; † 17. Juli 754 in Vienne) war nach der  Reichsteilung von Vieux-Poitiers 742 bis 747 der fränkische Hausmeier aus dem Geschlecht der Karolinger für Austrien und Alemannien. Er war der älteste Sohn des Hausmeiers Karl Martell und dessen erster Ehefrau Chrotrud.

## Leben

### Bruderzwist
Zum Märzfeld 741 wurde das Frankenreich zwischen den beiden Söhnen aus seiner ersten Ehe, Karlmann und Pippin dem Jüngeren, geteilt. Karlmann sollte Hausmeier in Austrien, Alemannien und Thüringen, und Pippin sollte Hausmeier in Neustrien, Burgund und in der Provence werden. Die beiden Brüder sollten aber kurz vor Karl Martells Tod dann doch ihr Erbe mit Grifo, ihrem Halbbruder, teilen (zweite Reichsteilung). Der Halbbruder Grifo wurde dann noch Ende 741 nach einer Heerfahrt von Pippin und Karlmann gefangen genommen und in ein Kloster gesperrt. Anfang 742 erfolgte die 3. Reichsteilung, wiederum zwischen Karlmann und Pippin, in Vieux-Poitiers. Da ihre Macht offenbar nicht gefestigt schien, setzte Karlmann 743 erneut einen merowingischen König, Childerich III., ein, um so ihrem Amt als Hausmeier eine königliche Legitimierung zu geben. Seit 737 existierte kein Merowinger-König. Zwischen den beiden Brüdern scheint es grundsätzlich kein Einvernehmen gegeben zu haben, doch als Karlmann 747 zurücktrat und sich in das Kloster San Silvestro auf dem Monte Soracte und dann nach Monte Cassino zurückzog, scheint es zumindest Gerüchte gegeben zu haben, dass dieser Rückzug nicht ganz freiwillig war, denn Pippin ließ in zeitgenössischen Quellen betonen, sein Bruder habe diesen Rückzug aus freiem Willen beschlossen. Pippin übernahm nun unter Umgehung der Erbrechte von Karlmanns Kindern die Regentschaft des ganzen Frankenreichs; damit annektierte er faktisch Karlmanns Reichsteil.
Karlmann hatte einen Sohn, Drogo, der 748 und 753 erwähnt wird, sowie weitere Söhne, die laut den Quellen 753 vor dem Tod ihres Vaters auf Befehl ihres Onkels Pippin ins Kloster überführt wurden. 753 wurde Grifo, der Halbbruder von Pippin und Karlmann, bei der Flucht zu den Langobarden nach Italien, von einem Grenzgrafen Pippins getötet.

### Kirchenpolitik
Nachhaltige Bedeutung für die Geschichte erlangte Karlmann durch seine Kirchenpolitik. Er scheint aus stark religiösen und weniger politischen Gründen an einer Missionierung der heidnischen Völker sowie an einer Reformierung der unübersichtlichen Kirchenstrukturen dieser Zeit interessiert gewesen zu sein. Zur Würzburger Bistumsgründung 742 schenkte Karlmann, in seiner Funktion als austrasischer  Hausmeier, 25 merowingische Königskirchen und das Kloster Karlburg an das Bistum Würzburg. Anders als sein Vater und Bruder, die die Missionstätigkeiten angelsächsischer Mönche duldeten, da sie durch die Christianisierung von Anrainervölkern die Machtposition der Karolinger abstützen konnten, jederzeit aber auch durch das Einsetzen und Absetzen von Bischöfen und Äbten in die Strukturen der von Rom weitestgehend unabhängigen fränkischen Kirche eingriff oder Kirchengut zur Belohnung seines Gefolges einsetzte, suchte Karlmann das Einvernehmen mit bedeutenden Kirchenführern zur Straffung der klerikalen Organisation. Der vom Papst legitimierte und von Karl Martell mehr geduldete als unterstützte Missionar und Erzbischof Winfried Bonifatius konnte so 742 eine erste Reformsynode der fränkischen Bischöfe, das von Karlmann einberufene Concilium Germanicum, abhalten. Einige der Beschlüsse dieser Synode haben bis heute Bestand wie zum Beispiel das Verbot für den Klerus, Waffen zu tragen und zu jagen, oder dessen Verpflichtung, gegenüber dem Bischof jährlich Rechenschaft über Lebens- und Amtsführung abzulegen. In der Folge sollte der Einfluss der lokalen fränkischen Kirche langsam aber stetig zugunsten der zentralisierten päpstlichen Organisation zurückgehen. Für seine Zusammenarbeit mit dem Klerus steht auch die sogenannte Karlmann-Schenkung; bei der übergab er den Adelshof Eiloha an der Fulda samt Umland im Radius von 4000 Schritt im Jahre 744 an Bonifatius zur Gründung eines Klosters. Im Auftrag des Bonifatius gründete Sturmi hier am 12. März 744 das später sehr bedeutende Benediktiner-Kloster Fulda.

### Blutige Integration Alamanniens
Der Charakter Karlmanns ist mangels einer geeigneten Anzahl von zeitgenössischen Quellen kaum bekannt. Doch auch er war zu harten Maßnahmen fähig, wie das Blutgericht von Cannstatt 746 zeigt, bei dem er die Führungsschicht der Alamannen großteils als Hochverräter hinrichten ließ und so die um 500 von Theoderich durchgesetzte Teilautonomie des verkleinerten alamannischen Herzogtums unter fränkischer Oberhoheit abrupt beendete. Darauf richtete er in Alamannien Gaugrafschaften ein, die er vorzugsweise mit fränkischen Gefolgsleuten oder loyalen alamannischen Adligen als Grafen besetzte. Die von Chlodwig I. nach seinen Siegen über die Alamannen eingerichtete fränkisch-alamannische „Mark“, die entlang von Seltzbach, Murg und Oos über die Höhen des Nordschwarzwalds zum Engelberg, entlang der Glems zum Asperg und über Lemberg und Hagberg nach Osten führte, wurde damit hinfällig.

### Ende
754 kehrte Karlmann ins Franken-Reich zurück, um der mit Papst Stephan II. abgestimmten Italienpolitik seines 751 zum König aufgestiegenen Bruders entgegenzuwirken. Er wurde von Pippin interniert, abgestimmt mit dem Papst, und starb in Vienne, angeblich nach schwerer Krankheit, unter der Obhut seiner Schwägerin Bertrada. Pippin ließ den Leichnam nach Monte Cassino überführen, um eine Verehrung von Karlmann auszuschließen.